# NCIS: Sydney
NCIS: Sydney è una serie televisiva australiana trasmessa dal 10 novembre 2023 su Paramount+ ed è stata presentata in anteprima su Network 10 a metà del 2024. La serie è il primo spin-off internazionale del franchise NCIS e presenta attori e produttori locali australiani. In Italia la serie è trasmessa dal 18 gennaio 2024 su Paramount+.

## Trama
La serie segue le indagini di una task force congiunta che coinvolge gli agenti dell'NCIS e della polizia federale australiana (AFP) che lavorano insieme su indagini che coinvolgono personale militare e della marina statunitense.
Sebbene la serie sia ambientata a Sydney, l'ufficio reale più vicino dell'NCIS in Australia si trova in realtà a Perth, a 3.290 km di distanza.

## Episodi
| Stagione         | Episodi | Prima TV Australia | Prima TV Italia |
| ---------------- | ------- | ------------------ | --------------- |
| Prima stagione   | 8       | 2023-2024          | 2024            |
| Seconda stagione | 10      | 2025               | 2025            |

## Personaggi e interpreti
- Michelle Mackey (stagione 1-in corso), interpretata da Olivia Swann. Agente speciale dell'NCIS al comando.[7]
- James Dempsey (stagione 1-in corso), interpretato da Todd Lasance. Agente dell'AFP e secondo in comando.[7]
- DeShawn Jackson (stagione 1-in corso), interpretato da Sean Sagar. Agente speciale dell'NCIS.[7]
- Evie Cooper (stagione 1-in corso), interpretata da Tuuli Narkle. Agente di collegamento dell'AFP.[7]
- Bluebird Gleeson (stagione 1-in corso), interpretata da Mavournee Hazel. Scienziata forense dell'AFP.[7]
- Roy Penrose (stagione 1-in corso), interpretato da William McInnes. Patologo forense dell'AFP.[7]

## Produzione
Il 16 febbraio 2022, è stato annunciato che era in lavorazione uno spin-off ambientato a Sydney, in Australia. Il produttore di NCIS: Los Angeles Shane Brennan era legato al progetto.
La serie è stata creata da Morgan O'Neill. I produttori esecutivi sono O'Neill, Sara Richardson e Sue Seeary e la produzione è di Michele Bennett. Le riprese sono iniziate a maggio 2023.

## Trasmissione internazionale
Negli Stati Uniti, la serie è stata presentata in anteprima sulla rete madre del franchise, CBS, il 14 novembre 2023. È distribuito a livello internazionale da Paramount Global Content Distribution ed è disponibile per lo streaming su Paramount+ in territori selezionati a livello internazionale.
In Canada, la serie è stata presentata in anteprima su Global ed è stata trasmessa in simulcast insieme alla trasmissione CBS, anch'essa in anteprima il 14 novembre 2023.
In Nuova Zelanda e nel Regno Unito, la serie era disponibile anche per lo streaming dal 10 novembre 2023, rispettivamente su TVNZ+  e Paramount+.